# Bürgerlied (Harnisch)
Das Bürgerlied (auch Ob wir rote, gelbe Kragen oder Königsberger Volkslied) ist ein 1845 von Adalbert Harnisch (1815–1889) geschriebenes Lied, das bald zum Volkslied geworden ist. Ursprünglich für den Bürgerverein der westpreußischen Stadt Elbing geschrieben, entwickelte es sich rasch zu einem beliebten Lied zunächst in der nationalliberalen und später in der Arbeiterbewegung. In der zweiten Hälfte des 20. Jahrhunderts wurde es von deutschen Folk-Musikern wie Hannes Wader neu aufgegriffen und so einem breiten Publikum bekannt.

## Geschichte

### Hintergrund
Während des Vormärz bildeten sich in mehreren deutschen Städten politische Vereinigungen, die sich dem deutschen Nationalismus und bürgerlich-freiheitlichen Zielen verschrieben hatten und die regelmäßig politische Fragen debattierten. Auch in der Stadt Elbing entstand 1845 ein solcher Bürgerverein, dem auch der damalige Postsekretär Adalbert Harnisch angehörte. Dieser schrieb im Mai 1845 zur Melodie von „Prinz Eugen, der edle Ritter“ einen neuen Text, der die Vision des liberal gesinnten Bürgertums von einem einigen deutschen Staat zum Ausdruck brachte. Das Lied wurde 1845 in Singsang eines Schreibers, einem von Harnisch unter dem Pseudonym Hans Albus verfassten Gedichtband, veröffentlicht.
Vermutlich bereits am 8. Juni 1845 wurde das Lied auf einem Fest befreundeter Bürgergesellschaften in Pillau, bei dem auch der Bürgerverein Elbing teilnahm, gesungen, ebenso wie auf einer vielbeachteten „Volksversammlung“ von Oppositionellen in Böttchershöfchen (heute nicht mehr existent) bei Königsberg, von wo aus es sich im ganzen deutschen Raum verbreitete. Das Deutsche Volksliederbuch, das 1847 in Mannheim erschien, enthielt das Lied unter dem Namen „Königsberger Volkslied“. Auch während der Märzrevolution 1848/49 wurden Flugblätter mit dem Liedtext verteilt. 1859 schließlich gab Harnisch das Lied in einer Gedichtsammlung abermals heraus, diesmal unter eigenem Namen.
Infolge der raschen Verbreitung des Liedes kam es jedoch zu einer Falschzuschreibung der Urheberschaft. Das Republikanische Liederbuch (1848) von Hermann Rollet nennt den sächsischen Pastor Leberecht Uhlich als Verfasser des Textes. Ihm wurde auch eine 1850 entstandene Umdichtung des Liedes zugeschrieben.

### Nach der Märzrevolution
Mit dem Scheitern der liberalen Revolutionäre von 1848/49 begann auch deren Niedergang als führende Kraft der ideologischen Opposition. Zugleich bildete sich mit der Arbeiterbewegung eine neue politische Kraft, die die Forderung auf gesellschaftliche Veränderungen erhob. Auch dieser diente das „Bürgerlied“ in einer modifizierten Form als Ausdruck ihrer Gesinnung.
Im 20. Jahrhundert verlor das Lied an Popularität. Ab 1962 verhalf ihm jedoch Wolfgang Steinitz’ Werk Deutsche Lieder demokratischen Charakters aus sechs Jahrhunderten zu neuer Bekanntheit. Mit der Folkbewegung in der deutschen Musik fand es anschließend auch Eingang in die deutsche Populärmusik. So nahmen beispielsweise die Gruppe Zupfgeigenhansel und die Liedermacher Peter Rohland und Hannes Wader Versionen des Liedes auf; zudem entstanden zahlreiche Neuinterpretationen in deutschen Mundarten, etwa von den Höhnern aus Köln. Auch in der westdeutschen kritisch-politischen Bewegung entstanden Neudichtungen des Textes, so durch Walter Mossmann oder Manfred Jaspers. In der DDR sang der Oktoberklub eine Version mit einem Text von Gerd Kern und Jack Mitchell.

## Text
Der Wortlaut in der von Harnisch 1845 veröffentlichten Version:
Ob wir rothe, gelbe Kragen,

Hüte oder Helme tragen,

Stiefeln oder Schuh’;

Oder, ob wir Röcke nähen,

Und zu Schuh’n die Fäden drehen –

Das thut nichts dazu.

Ob wir können decretiren,

Oder müssen Bogen schmieren

Ohne Rast und Ruh;

Ob wir just Collegia lesen,

Oder ob wir binden Besen –

Das thut nichts dazu.

Ob wir stolz zu Rosse reiten,

Ob zu Fuß wir fürbaß schreiten

Unsrem Ziele zu;

Ob uns vorne Kreuze schmücken,

Oder Kreuze hinten drücken –

Das thut nichts dazu.

Aber, ob wir Neues bauen,

Oder’s Alte nur verdauen

Wie das Gras die Kuh –

Ob wir für die Welt was schaffen,

Oder nur die Welt begaffen –

Das thut was dazu.

Ob im Kopf ist etwas Grütze

Und im Herzen Licht und Hitze,

Daß es brennt im Nu;

Oder, ob wir friedlich kauern,

Und versauern und verbauern –

Das thut was dazu.

Ob wir, wo es gilt, geschäftig

Großes, Edles wirken, kräftig

Immer greifen zu;

Oder ob wir schläfrig denken:

Gott wird’s schon im Schlafe schenken –

Das thut was dazu.

Drum ihr Bürger, drum ihr Brüder,

Alle eines Bundes Glieder,

Was auch jeder thu’ –

Alle, die dies Lied gesungen

So die Alten wie die Jungen –

Thun wir denn dazu.